# Заболоцкий, Василий Иванович
 Василий Иванович Заболотский (Заблоцкий)  (1807—1878) — русский военачальник, генерал-лейтенант.
Участник русско-турецкой войны, подавления польского восстания 1830—1831 и польского восстания 1863. Автор мемуаров.

## Биография
Родился в 1807 году. Происходил из дворян Курской губернии.
Образование получил в частном учебном заведении. 13 апреля 1826 года определён прапорщиком в Каргопольский драгунский полк. 1 мая 1827 года переведен в Ахтырский гусарский полк. 7 июня того же года гевальдигер 3 гусарской дивизии.
4 декабря 1828 года назначен старшим адъютантом 3-й гусарской дивизии. За отличие в русско-турецкой войне произведен в ротмистры.
Принимал участие в подавлении польского восстания. 13 апреля 1832 года переведен в лейб-гвардейский гусарский полк. 12 мая 1833 года назначен старшим адъютантом 6-й легкой кавалерийской дивизии.
27 июня прикомандирован к главному штабу действующей армии, а 6 сентября 1833 года назначен адъютантом при исполняющем должность дежурного генерала действующей армии. 24 апреля 1834 года назначен старшим адъютантом главного штаба действующей армии. 6 декабря 1837 года произведен в полковники.
17 мая 1848 года произведен в генерал-майоры, с назначением состоять при главнокомандующем действующей армии. 14 мая 1849 года назначен исполняющим должность дежурного генерала действующей армии.
27 марта 1856 года дежурный генерал 1-й армии. 26 августа 1856 года произведен в генерал-лейтенанты. 2 апреля 1861 года назначен состоять при военном министре. Принимал участие в подавлении польского восстания 1863 года.
Скончался в 1878 году.

## Награды
Российской империи:
- Орден Святой Анны 4-й ст. за храбрость (1828)
- Орден Святой Анны 3-й ст. с бантом (1829)
- Орден Святого Владимира 4-й степени с бантом (1831)[1]
- Польский знак отличия за военное достоинство 4-й степени (1831)
- Орден Святого Станислава 2-й ст. за храбрость (1842)
- Орден Святой Анны 2-й степени (1835); императорская корона к ордену (1845)
- Орден Святого Георгия 4-й ст. за 25 лет беспорочной службы в офицерских чинах (1845)
- Знак отличия беспорочной службы за XX лет (1847)
- Орден Святого Станислава 1-й степени (1849)
- Орден Святого Владимира 3-й степени (1851)
- Орден Святой Анны 1-й степени (1854); императорская корона к ордену с мечами над орденом (1859)
- Знак отличия беспорочной службы за XXX лет (1857)
- Орден Святого Владимира 2-й ст. с мечами над орденом (1861)
- Орден Белого орла (1863)[2]
- Орден Святого Александра Невского (1863)

Иностранных государств:
- Австрийский императорский орден Леопольда командорский крест (1850)
- Орден Красного орла 2-го класса (1851)
- Орден Железной короны 1-го класса (1853)
- Орден Красного орла 1-го класса (1860)[3]

## Труды
Воспоминания генерала Заболотского. Сообщ. Н. Ходорович.-ВЖ, 1904, № 1, с. 28-36; № 2, с. 81-94; № 3, с. 188—198.